# Al-Barudijja
Al-Barudijja (arab. البارودية) – wieś w Syrii, w muhafazie Hama. W 2004 roku liczyła 210 mieszkańców.